# Paralebra ninettae
Paralebra ninettae är en insektsart som först beskrevs av Baker 1899.  Paralebra ninettae ingår i släktet Paralebra och familjen dvärgstritar. Inga underarter finns listade i Catalogue of Life.